# Elizabeth Brice
Ne doit pas être confondu avec Fanny Brice
Pour les articles homonymes, voir Brice.

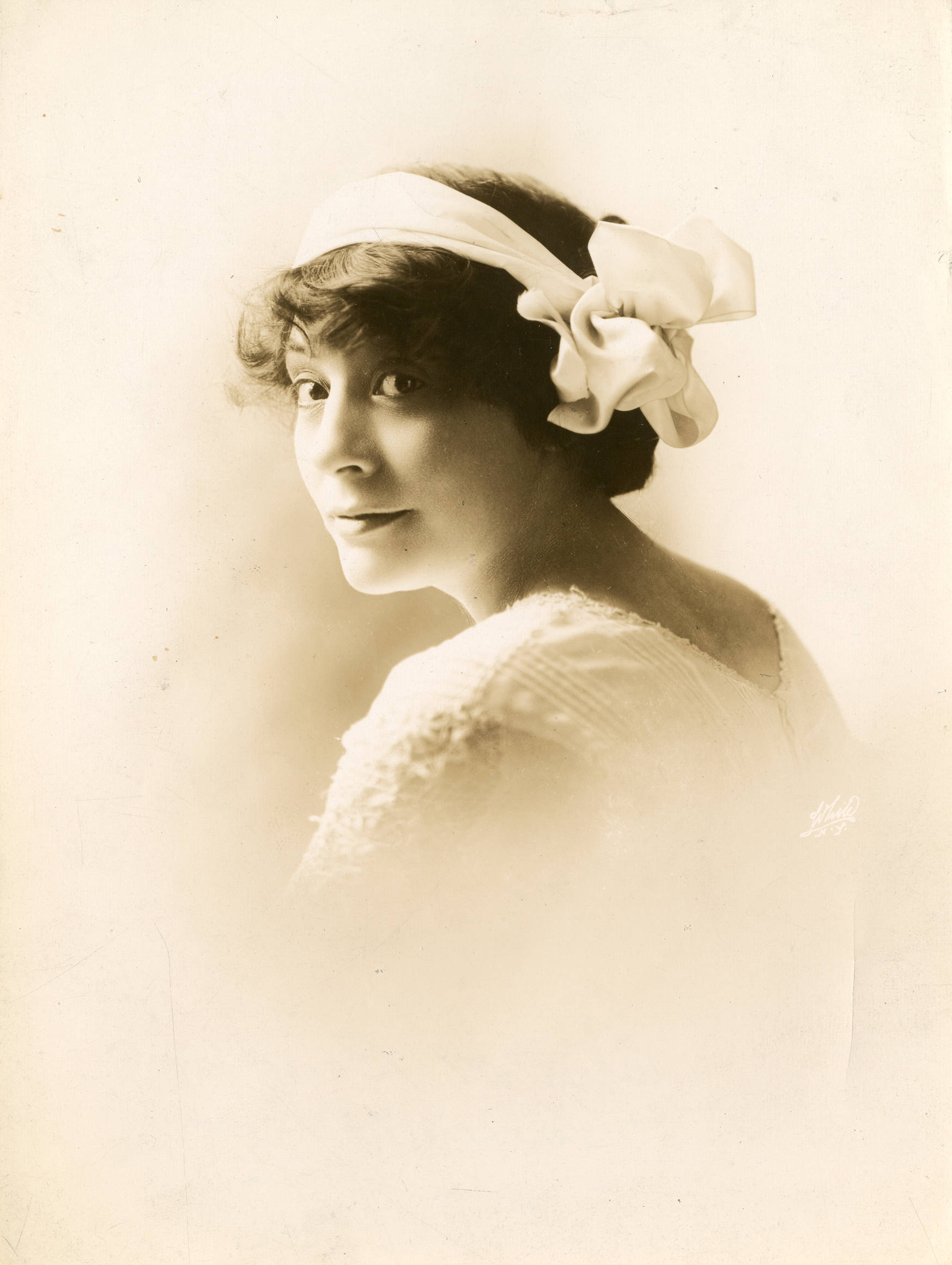
Élisabeth Brice, c. 1914

Elizabeth Brice (née Bessie S. Shaler ; 21 février 1883 - 25 janvier 1965) est une chanteuse et danseuse américaine de comédie musicale.
Elle n'est pas apparentée à Fanny Brice.

## Biographie
Brice est née Bessie S. Shaler à Findlay, Ohio, le 21 février 1883. Elle est la fille de John Shaler et Fannie C. Wise.
Elle fait son apprentissage dans les rangs des chœurs, notamment dans The Runaways. Au cours de la saison 1905-06, alors qu'elle chante dans le chœur de Lady Teazle, la vedette de la pièce, Grace Van Studdiford (en) se brouille avec la direction et quitte soudainement la distribution. Brice, étant sa doublure, elle assume rapidement le rôle. A l'été 1906, elle chante au Casino Theatre de New York dans le rôle de Babette dans The Social Whirl, et peu après la tournée de la pièce, elle succède à Adele Ritchie (en) dans le rôle principal de Violet Dare. Elle commence la saison 1907-08 dans la même pièce, apparaissant plus tard avec Sam Bernard (en) dans  Nearly a Hero, d'abord comme Francine, et ensuite, elle prend la place d'Ethel Levey dans le rôle principal d'Angeline De Vere. Elle commence la saison 1908-09, avec Lulu Glaser dans Mlle. Mischief, puis tient le rôle féminin principale de The Mimic World, et à l'été 1909, elle interprète Louise dans The Motor Girl, au Lyric Theatre. Elle joue avec Nora Bayes dans The Jolly Bachelors au Broadway theatre à New York.
Dans les années 1910, Brice est la principale partenaire de Charles King, avec qui elle apparait dans The Slim Princess (1911), A Winsome Widow (1911-1912), Watch Your Step (1914) et Miss 1917 ,. Lorsqu'ils se produisent ensemble dans le vaudeville, ils sont connus sous le nom de Brice et King.
Brice apparait également dans d'autres productions à Broadway, comme Tantalizing Tommy (1912),,, les Ziegfeld Follies de 1912 et de 1913.
Pendant la Première Guerre mondiale, elle vient, en aout 1918, avec la Mayo's Shock Unit du Y.M.C.A. divertir les troupes américaines en France pendant 3 mois,,. La troupe de l'America’s Over There Theatre League Units, avec Margaret Mayo, Lois Meredith, Will Morrissey (en), Tommy Gray et Raymond Walker, donne la comédie musicale Somewhere in America,. Elle tient le rôle principal dans la revue C'est Paris de R. Baretta aux Folies Marigny en novembre 1918, et passe au Palais de glace.
Après être revenu aux États-Unis, Elle passe au vaudeville. Brice et Morrissey modifient certains de leurs numéros, et ajoutent des sketchs sur la vie des soldats, dans leurs revues Overseas Revue,, à Chicago ou Toot Sweet à New York, en 1919, suivi par la revue Buzzin’ Around en 1920,. En 1922, elle fait une tournée en solo avec un nouveau cycle de chansons de Neville Fleeson à travers le pays.
Brice vit dans le Queens pendant sa retraite. Elle est décédée en 1965, à l'âge de 82 ans.

## Enregistrements
Elizabeth Brice et Charles King commencent à enregistrer sur Columbia en 1911 où ils restent jusqu'en 1917. Après cela, ils signent avec Victor pour quelques disques jusqu'à la fin des années 1920, et ils enregistrent aussi séparément. Ils font  également deux disques sur His Master's Voice en 1929. Leur dernier disque est  avec Brunswick en 1930.
Brice et King ont deux chansons à succès Let Me Stay And Live In Dixieland en 1911, et My Own Iona en 1916.

## Vie privée
En mars 1901, peu après son 18e anniversaire, elle épouse Fred J. Wilkinson à Essex, Ontario, Canada.
Elle épouse le comédien  Will Morrissey (en) en juillet 1918 à Pittsburgh. Ils divorcent et en 1925; elle porte plainte pour non paiement de la pension alimentaire,.